# Helcogrammoides chilensis
Helcogrammoides chilensis är en fiskart som först beskrevs av Cancino, 1960.  Helcogrammoides chilensis ingår i släktet Helcogrammoides och familjen Tripterygiidae. Inga underarter finns listade i Catalogue of Life.